# Josef Serlin
Josef Serlin (hebrejsky: יוסף סרלין, žil 24. února 1906 – 15. ledna 1974) byl sionistický aktivista, právník a izraelský politik. Více než 20 let byl poslancem izraelského parlamentu a v 50. letech zastával posty ministra dopravy a zdravotnictví.

## Biografie
Narodil se v Białystoku v Ruském impériu (dnešní Polsko), kde navštěvoval hebrejskou střední školu. Vystudoval právo na Varšavské univerzitě v roce 1929 se stal certifikovaným právníkem. Aktivně se angažoval v polském sionistickém hnutí a byl předsedou Federace akademických sionistů ve Varšavě. V roce 1930 se stal osobním tajemníkem Nachuma Sokolova. Rovněž tak byl členem ústřední komise polských Radikálních sionistů.
V roce 1933 podnikl aliju do britské mandátní Palestiny, kde pracoval jako právník v Tel Avivu. Byl jedním ze zakladatelů Všeobecných sionistů a později místopředseda Světové konfederace společnosti Všeobecných sionistů. Mimo to byl taktéž členem Akčního sionistického výboru.
Po založení Izraele v květnu 1948 byl členem prozatímní státní rady. V prvních parlamentních volbách v roce 1949 byl zvolen poslancem za Všeobecné sionisty a v roce 1954 se přidal k Josefu Sapirovi a Simchovi Erlichovi ve snaze pevněji uchopit vedení strany. V roce 1957 však došlo k rozkolu mezi ním a Sapirem a Serlinova pozice v rámci strany začala postupně upadat. V roce 1961 se stal jedním z vůdců Liberální strany, za kterou téhož roku kandidoval do parlamentních voleb. Liberální strana se posléze sloučila v Gachal, za nějž kandidoval ve volbách v letech 1965 a 1969. Během svého působení v Knesetu byl členem parlamentních výborů pro bydlení, práci, ústavu, právo a spravedlnost, ekonomického výboru a finančního výboru. Rovněž tak zastával funkci místopředsedy Knesetu.
V letech 1952 až 1953 zastával post ministra dopravy a následně až do roku 1955 též funkci ministra zdravotnictví. Snažil se o posílení národní kontroly nad systémem zdravotnictví na úkor nemocenských pokladen. Byl pokládán za „jestřábího“ ministra a Moše Šaret si o něm do svého deníku poznamenal, že jej Serlin v roce 1954 požádal o útok na Pásmo Gazy v odvetě za nájezdy arabských fedajínů. V roce 1958 navrhl smíšený volební systém, na jehož základě by byli poslanci voleni ve třiceti volebních obvodech.